# Чернівецька міська територіальна громада
Чернівецька міська громада — територіальна громада в Україні, у Чернівецькому районі Чернівецької області. Адміністративний центр — місто Чернівці.
Площа громади — 181,6 км², населення — 272 180 мешканців (2020).

## Населені пункти
У складі громади 1 місто (Чернівці) і 2 села:
- Коровія
- Чорнівка